# Ортокорибантии

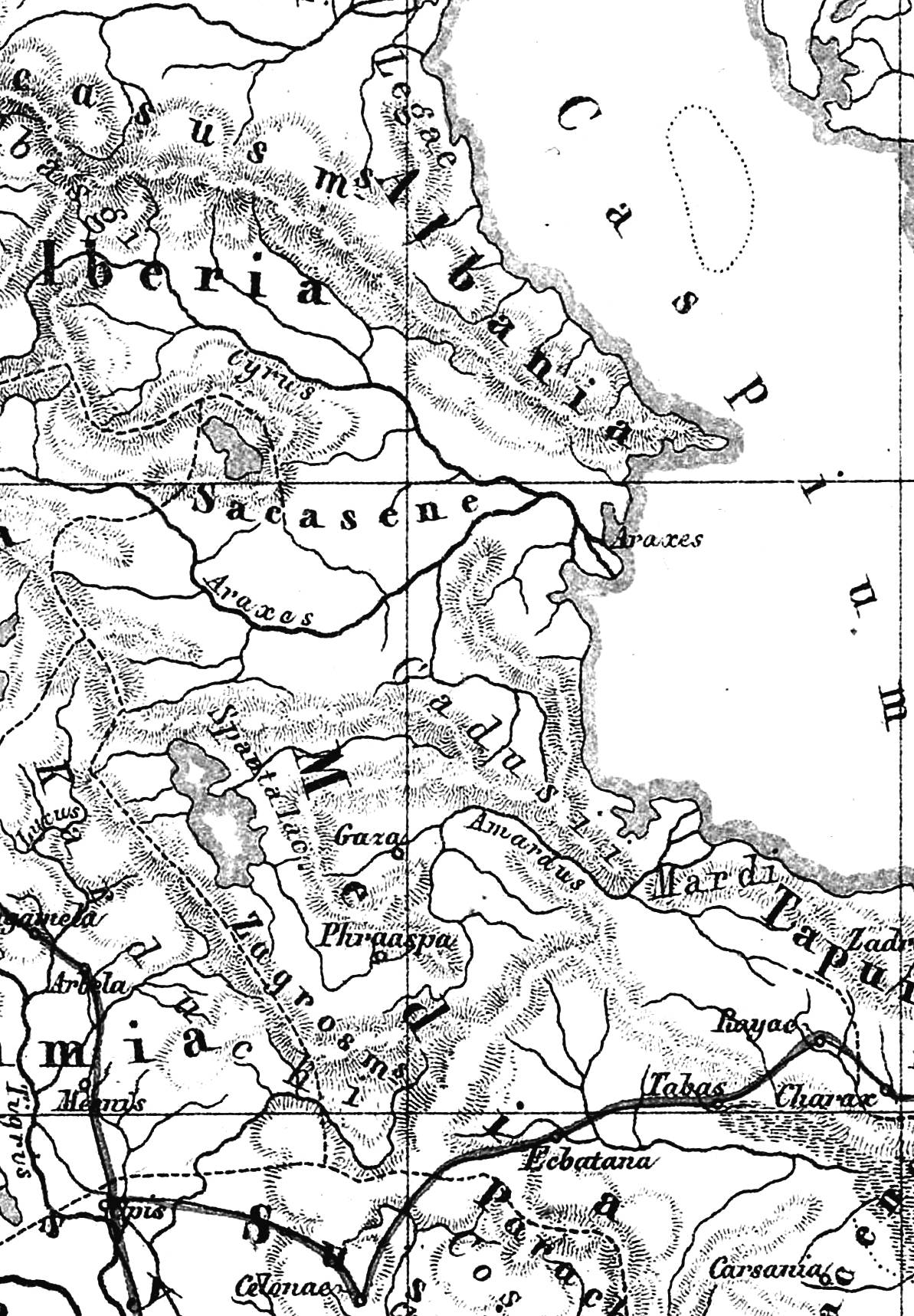
Сакасена на карте Трауготта Бромме

Ортокорибантии (греч. Ὀρθοκορυβαντίων (Σακασηνήν)) — скифское население области Сакасена в Закавказье, которое было полуавтономной частью Мидийского царства, сатрапии «Мидия» в составе Персидской империи, и, в конце концов, частью Армении. По мнению некоторых ученых, «… часть скифов-шкуда — „ортокорибантии“ конца VI — начала V вв. до н. э. — остались жить в пределах Мидийского царства», а собственно «Сакасена» «… расположена к югу от среднего течения р. Кура, примерно в районе современного Гянджи». Археологические памятники скифов в Сакасене датированы VI—IV вв. до н. э.
Возможно именно с «сакасинами/ ортокорибантиями» связанные с событиями начала Мидийско-Лидийской войны 591—585 гг. до н. э, о чем Геродот пишет:
"'Этимология названия: "'
- греч.  Σακασηνήν < мед. «*saka — šayana-» — рус. земля саков, то есть рус. жители Сакасены, сакасенцы.
- греч.  Ὀρθοκορυβαντίων = д.ир. «tigraχauda» — рус. те, кто носит островерхие шляпы.

## Упоминания Сакасены, сакасенов и ортокорибантий в античных источниках
- Геродот, История, И, 92 «„…От Агбатанов и других краев Мидии и от парикантиев и ортокорибантиев — четыреста пятьдесят талантов. Это был десятый округ…“;»[5]
- Страбон, География,
 — XI, 8, 4 «„…Саки … завладели лучшей землей в Армении, которой они оставили название от своего имени — Сакасена; они дошли вплоть до страны каппадокийцев… Персидские военачальники, что были тогда в этой стране, напали на них ночью, во время всеобщего праздника после распределения добычи и уничтожили это племя…, учредил ежегодное празднования Сакеи…“»[6]
 — II, И, 14 «„…в Сакасене и Араксене, областях Армении…“»[7]
 — XI, 14, 4 «„…За этой равниной идет Сакасена, тоже граничащая с Албанией и рекой Киром…“»[8]
- Арриан
 — III, 8, (4) "«Мидянами руководил Атропат; с мидянами вместе были кадусии, албаны и „'сакесены“'.»"[9]
 — III, 11, (4) «„Справа стояло войско с Келесирии и Междуречья, а также мидяне, парфяне и саки, далее тапуры и гиркане, далее албаны и сакесены — эти также до середины войска.“»[10]